# Cryptococcus
Cryptococcus é um género de fungos. As suas espécies crescem em cultura como leveduras. As formas perfeitas, ou teleomorfos, das espécies de Cryptococcus são os fungos filamentosos do género Filobasidiella. O nome Cryptococcus usa-se quando se referem as formas imperfeitas destes fungos.
Cryptococcus neoformans é a espécie com maior relevância médica. É mais bem conhecida por causar uma forma grave de meningite e meningo encefalite em pessoas com VIH/SIDA. Existem cerca de 37 espécies reconhecidas neste género, mas a taxonomia deste grupo encontra-se em revisão com recurso a métodos actuais. A maioria das espécies vive no solo e não é prejudicial para os humanos. Entre as espécies mais comuns contam-se Cryptococcus laurentii e Cryptococcus albidus.
Dentre todas as espécies Cryptococcus neoformans é o principal patógeno humano e animal. Contudo, sabe-se que ocasionalmente também Cryptococcus laurentii e Cryptococcus albidus podem causar doença moderada a grave em pacientes humanos com imunidade comprometida (devido a infecção por VIH, quimioterapia, imunossupressão metabólica, etc.).
Cryptococcus gattii (anteriormente Cryptococcus neoformans var gattii) é endémico de zonas tropicais da África e Austrália. É capaz de produzir doença (criptococose) em pessoas não-imunocomprometidas. Foi isolado a partir de eucaliptos australianos. Desde 1999, existe um surto de infecções por Cryptococcus gattii na parte oriental da ilha de Vancouver, uma região geralmente vista como não sendo endémica para este organismo. Desde então foram também reportados casos no Noroeste do Pacífico, tanto no Canadá como nos Estados Unidos.
As células destas espécies estão revestidas com uma fina camada de material capsular glicoproteico que tem uma consistência semelhante à da gelatina, e que, entre outras funções, serve para ajudar a extrair nutrientes do solo. Mas a cápsula de C. neoformans é diferente, ao ser mais rica em ácido glucorónico e manose, tendo grupos O-acetila, e funcionando como o principal factor de virulência na infecção e doença criptocóccicas.

Em abril de 2025, Species Fungorum (no Catalogue of Life) aceitava 41 espécies de Cryptococcus:
- Cryptococcus amylolentus (Van der Walt, D.B.Scott & Klift) Golubev (1981)
- Cryptococcus asgardensis Vishniac & Baharaeen (1981)
- Cryptococcus aureus (F.C.Harrison) M.Takash., Sugita, Shinoda & Nakase (2003)
- Cryptococcus bacillisporus Kwon-Chung & J.E.Benn. (1978)
- Cryptococcus baldrensis Vishniac & Baharaeen (1982)
- Cryptococcus cavarae Pollacci & Turconi (1929)
- Cryptococcus cellulolyticus Nakase, M.Suzuki, Hamam. & M. Takash. (1996)
- Cryptococcus cereanus Phaff et al. (1974)
- Cryptococcus consortionis Vishniac (1985)
- Cryptococcus decagattii F.Hagen & Boekhout (2015)
- Cryptococcus deneoformans F.Hagen & Boekhout (2015)
- Cryptococcus depauperatus (Petch) Boekhout, Xin Z. Liu, F.Y. Bai & M. Groenew. (2015)
- Cryptococcus deuterogattii F.Hagen & Boekhout (2015)
- Cryptococcus elinovii Golubev (1979)
- Cryptococcus ferigula Saëz & Rodr. Mir. (1988)
- Cryptococcus festucosus Golubev & J.P.Samp. (2004)
- Cryptococcus floricola Yurkov, A.R. Passer, M.A.Coelho, R.B.Billmyre, M.Nowrousian, Mittelbach, C.A.Cuomo, A.F.Averette, S.Sun & Heitman (2019)
- Cryptococcus gattii (Vanbreus. & Takashio) Kwon-Chung & Boekhout (2002)
- Cryptococcus hempflingii Vishniac & Baharaeen (1982)
- Cryptococcus heveanensis (Groen.) Baptist & Kurtzman (1977)
- Cryptococcus himalayensis Goto & Sugiy. (1970)
- Cryptococcus hominis Vuill. ex Guég. (1907)
- Cryptococcus lactativorus Fell & Phaff (1967)
- Cryptococcus longus M.Takash., Sugita, Shinoda & Nakase (2001)
- Cryptococcus lupi Baharaeen & Vishniac (1982)
- Cryptococcus luteus (P.Roberts) Boekhout, Xin Zhan Liu, F.Y.Bai & M.Groenew. (2015)
- Cryptococcus montanae Weijman, Rodr. Mir. & Van der Walt (1988)
- Cryptococcus musci M. Takash., Sugita, Shinoda & Nakase (2001)
- Cryptococcus mycelialis Golubev & N.W.Golubev (2003)
- Cryptococcus neoformans (San Felice) Vuill. (1901)
- Cryptococcus nyarrowii Thomas-Hall & K.Watson (2002)
- Cryptococcus pseudolongus M.Takash., Sugita, Shinoda & Nakase (2001)
- Cryptococcus ramirezgomezianus M.Takash., Sugita, Shinoda & Nakase (2001)
- Cryptococcus saitoi Á.Fonseca, Scorzetti & Fell (2002)
- Cryptococcus socialis Vishniac (1985)
- Cryptococcus tetragattii F.Hagen & Boekhout (2015)
- Cryptococcus tyrolensis Vishniac & Baharaeen (1982)
- Cryptococcus uniguttulatus (Wolfram & Zach) Phaff & Fell (1970)
- Cryptococcus watticus Guffogg, Thomas-Hall, P.Holloway & K.Watson (2004)
- Cryptococcus wingfieldii  (Van der Walt, Y.Yamada & N.P.Ferreira) Yurkov, A.R. Passer, M.A.Coelho, R.B.Billmyre, M.Nowrousian, Mittelbach, C.A.Cuomo, A.F.Averette, S.Sun & Heitman (2019)
- Cryptococcus wrightensis Vishniac & Baharaeen (1982)